# Franz S.
Franz S. (* 24. Februar 1930; † 14. Mai 2017 in Wels) war ein österreichischer Mörder und mutmaßlicher Serienmörder. Der wegen eines Mordes verurteilte S. tötete nach seiner Entlassung erneut und wurde 2013 zum zweiten Mal entlassen. Mit insgesamt rund 53 Gefängnisjahren zählte er zu den am längsten inhaftierten Verurteilten der österreichischen Rechtsgeschichte.

## Frühes Leben und Mord
Franz S. wuchs teilweise bei Zieheltern und in der Erziehungsanstalt Kaiserebersdorf auf und machte eine Ausbildung zum Tischler. Er lebte anschließend in Wels, heiratete und wurde Vater eines Kindes.
S. wurde 1957 vom Landesgericht Innsbruck wegen Mordes an einem 14-jährigen Mädchen, das er mit dem Stiel einer Heugabel gepfählt hatte, zu lebenslanger Haft verurteilt. Zuvor hatte er bereits wegen Brandstiftung und Mordversuchs an einer jungen Frau eine achtjährige Haftstrafe erhalten. Im Gefängnis gestand er einen weiteren Mordversuch an einer 38-jährigen Frau in Pöham. Das Gutachten des Gerichtspsychiaters attestierte S. eine fehlende moralische Einsicht.
Am 22. Juli 1981 wurde Franz S. aufgrund guter Führung und nach Einholung zweier psychiatrischer Gutachten bedingt entlassen. Seine Bewährungszeit betrug zehn Jahre.

## Rückfall
Am 14. Juni 1984 drang S. in das Haus einer Familie in Redlham ein, wo er eine 39-jährige Frau durch Messerstiche und Hackenhiebe sowie die dreijährige Tochter der Frau durch einen Schnitt in den Hals tötete. Die beiden Toten wurden vom heimkehrenden Familienvater entdeckt, der die Gendarmerie verständigte. S. wurde erst am 3. August 1984 nach Zeugenaussagen und aufgrund von Indizien festgenommen.
Bei einer Hausdurchsuchung wurden Blutspuren mit der Blutgruppe eines der Opfer auf seiner Kleidung sichergestellt. Zudem hatte S.  unter anderem zwei Armbanduhren aus dem Besitz der Opfer am Tag nach dem Mord in einem Gasthaus verkauft. Am 5. Dezember 1985 wurde S. vom Kreisgericht Wels erneut wegen Mordes und schweren Diebstahls zu lebenslanger Haft verurteilt.
Die damaligen Ermittler schreiben ihm auch den bis heute ungeklärten Mord an dem 13-jährigen Andreas Pentz vom 12. September 1982 zu. Der Junge war in Edt bei Lambach, nur rund 20 km vom späteren Tatort in Redlham entfernt, durch Messerstiche getötet und seiner Armbanduhr beraubt worden. S. legte zu diesem Fall jedoch nie ein Geständnis ab. Die Tatorte Edt und Redlham liegen auf einer Strecke zwischen S.’ Wohnadresse in Wels und dessen Familie in Frankenmarkt, die S. zu dieser Zeit öfter mit seinem Moped besuchte.

## Erneute Entlassung
Nach insgesamt rund 53 Jahren Haft wurde Franz S. 2013 aufgrund positiver Sachverständigengutachten, seines hohen Alters und Gesundheitszustandes vorzeitig entlassen und in einer Wohngemeinschaft untergebracht. Er starb Mitte Mai 2017 im Alter von 87 Jahren in Wels.
Der Mordfall in Redlham wird in einer Vitrine des Kriminal- und Gendarmeriemuseums im Schloss Scharnstein dargestellt.